# Bordes-de-Rivière
Bordes-de-Rivière är en kommun i departementet Haute-Garonne i regionen Occitanien i södra Frankrike. Kommunen ligger i kantonen Montréjeau som tillhör arrondissementet Saint-Gaudens. År 2022 hade Bordes-de-Rivière 460 invånare.

## Befolkningsutveckling
Antalet invånare i kommunen Bordes-de-Rivière
Referens:INSEE